# يهودي الثقافة
يهودي الثقافة أو يهودية ثقافية غالبًا ما يتم خلط هذا المصطلح مع مصطلح يهودي علماني هو تيار يهودي يشجع الفكر الفردي والتفاهم في اليهودية. علاقته مع الديانة اليهودية هي من خلال التاريخ والثقافة والحضارة والقيم الأخلاقية والخبرات المشتركة للشعب اليهودي. يهود الثقافة هم في اتصال مع تراثهم الحضاري اليهودي وليس من خلال المعتقدات الدينية وإنما من خلال اللغة والأدب، والفن، والرقص، والموسيقى، والغذاء، والإحتفالات للشعب اليهودي.
لا توجد ثقافة يهودية متجانسة، بما أن اليهود عاشوا في مناطق جغرافية متنوعة لعدة قرون، فقد تأثرت بعض ممارساتهم الثقافيّة بالبلد الذي نشأت فيه الممارسات. على سبيل المثال، هناك اختلافات في ثقافة اليهود الأشكناز، أو مجتمعات يهود أوروبا الشرقية، عن تلك الموجودة بين السفارديم، أو الجاليات اليهودية المتأثرة بالثقافة الإيبيرية، لكن كلاً من أشكنازي والسفارديم هما أشكال من الثقافات اليهودية. في دراسة الثقافة اليهودية، غالباً ما تعطي اللغات اليهودية فكرة عن مصدر الثقافة التي تؤثر على مختلف العادات اليهودية الناشئة في الشتات.